# 1686 års kyrkolag

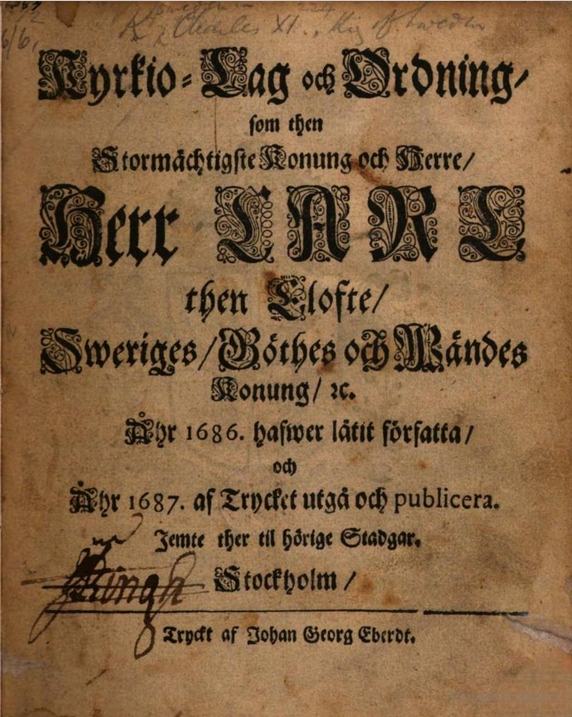
Titelblad af första utgåvan från 1687.

1686 års kyrkolag (Kyrkio-Lag och Ordning) var en reglering av förhållandet mellan kyrka och stat i Sverige från Karl XI till 1992 års kyrkolag trädde i kraft den 1 januari 1993 inför det att Svenska kyrkan skildes från staten år 2000 och kyrkolagen avskaffades och ersattes med kyrkoordningen. I Finland var lagen i kraft till år 1870.

## Bakgrund
Förslaget att ersätta den gamla kyrkoordningen väcktes under Karl X Gustavs regering, men det lades fram två skilda förslag, av Olaus Laurelius och Erik Emporagrius. 1663 beslutades att båda förslagen skulle beaktas ytterligare, men det var inte förrän 1682 som prästståndet kunde enas om ett förslag, detta genom att sätta samman de båda förslagen. Edvard Ehrenstéen fick i uppdrag att leda en kommission för att ta ställning till förslaget, och det anmärktes att förslaget inte tillräckligt tydligt skilde mellan världslig och andlig domsrätt. Kommissionen utarbetade därför ett nytt förslag, baserat på det förra. År 1685 tillsattes en ny kommission att ta ställning till det senaste förslaget. I den kommissionen ingick framför allt biskopar och superintendenter, däribland Olof Svebilius, Haqvin Spegel, Carolus Carlsson och Petrus Stjernman. Deras reviderade förslag antogs som 1686 års kyrkolag.
Karl XI:s envälde lade all lagstiftning och således även den kyrkliga,  i kungens hand.  Den kanoniska rätten och Upplandslagens kyrkobalk ersattes 1686 av en svensk kyrkolag. Grundläggande var att kungen å ena sidan var kyrkans främste medlem och överhuvud, men å den andra att någon statlig mellannivå mellan kungen och biskoparna/domkapitlen inte fanns; försök från statens sida att tillskapa ett kyrkligt riksämbetsverk med politisk styrelse misslyckades till följd av biskoparnas och prästerskapets motstånd. 1686 år kyrkolag var – med många förändringar och moderniseringar – normgivande både för Svenska kyrkans inre organisation och dess offentligrättsliga ställning, fram till 1.1.1993. Förändringar hade till exempel gjorts under frihetstiden, av Gustav III, genom 1809 års regeringsform, 1868 års kyrkomötesförordning och dissenterlagarna 1860 och 1873.
Kyrkolagen av 1686 gällde i Finland även efter skilsmässan från Sverige, tills en ny kyrkolag antogs vid 1867 års lantdag och utfärdades 6 december 1869.
Det var 1686 års kyrkolag som ålade prästerskapet att genomföra årliga husförhör och föra kyrkoböcker över födda, vigda, döda. Dessa böcker utgör en världsunik[källa behövs] och ovärderlig källa för släktforskare eftersom de för ett detaljerat och fortlöpande register över hela Sveriges befolkning. (se vidare Svenska kyrkan)

## Läroparagrafen i 1686 års kyrkolag
Läran i Sverige definierades under åren 1686–1992 enligt följande:
Uti wårt Konungarijke och des underliggande Länder, skola alle bekänna sig, endast och allena, til then Christelige Lära och Troo, som är grundad uti Gudz heliga Ord, thet Gamla och Nya Testamentets Prophetiske och Apostoliske Skrifter, och författad uti the tre Hufwud-Symbolis, Apostolico, Nicaeno och Athanasiano, jemwäl uti then oförändrade Augsburgiske Bekännelsen, af åhr 1530, wedertagen i Upsala Concilio, 1593, samt uti hela, så kallade, Libero Concordiae förklarad.
I och med 1686 års kyrkolag lades alltså övriga Konkordieboken till den äldre formuleringen från Uppsala möte, och fram till 1992 kom följande bekännelseskrifter att gälla i Sverige:
- Bibeln
- Apostoliska trosbekännelsen
- Nicaenska trosbekännelsen
- Athanasianska trosbekännelsen
- Augsburgska bekännelsen från år 1530
- Uppsala mötes beslut från år 1593
- Övriga Konkordieboken